# The Chalice of Sorrow
The Chalice of Sorrow is een Amerikaanse dramafilm uit 1916 onder regie van Rex Ingram. Het scenario is losjes gebaseerd op de opera Tosca (1887) van de Italiaanse componist Giacomo Puccini.

## Verhaal
De tirannieke Mexicaanse provinciegouverneur Francisco De Scarpina heeft zijn oog laten vallen op de zangeres Lorelei. Haar verloofde is de beeldhouwer Marion Leslie. Hij biedt onderdak aan een tegenstander van De Scarpina en wordt in de cel gegooid. Lorelei geeft zich over aan De Scarpina. Nadat de gouverneur de paspoorten heeft ondertekend waarmee haar verloofde en zij veilig het land kunnen verlaten, steekt ze hem dood. Toch moet ze met lede ogen toezien hoe Leslie door een vuurpeloton wordt geëxecuteerd.

## Rolverdeling
| Acteur            | Personage            |
| ----------------- | -------------------- |
| Cleo Madison      | Lorelei              |
| Blanche White     | Isabel Clifford      |
| Charles Cummings  | Marion Leslie        |
| John McDermott    | Rance Clifford       |
| Wedgwood Nowell   | Francisco De Sarpina |
| Howard Crampton   | Siestra              |
| Albert MacQuarrie | Pietro               |
| Rhea Haines       | Vrouw van Pietro     |